# Riquet mit dem Schopf

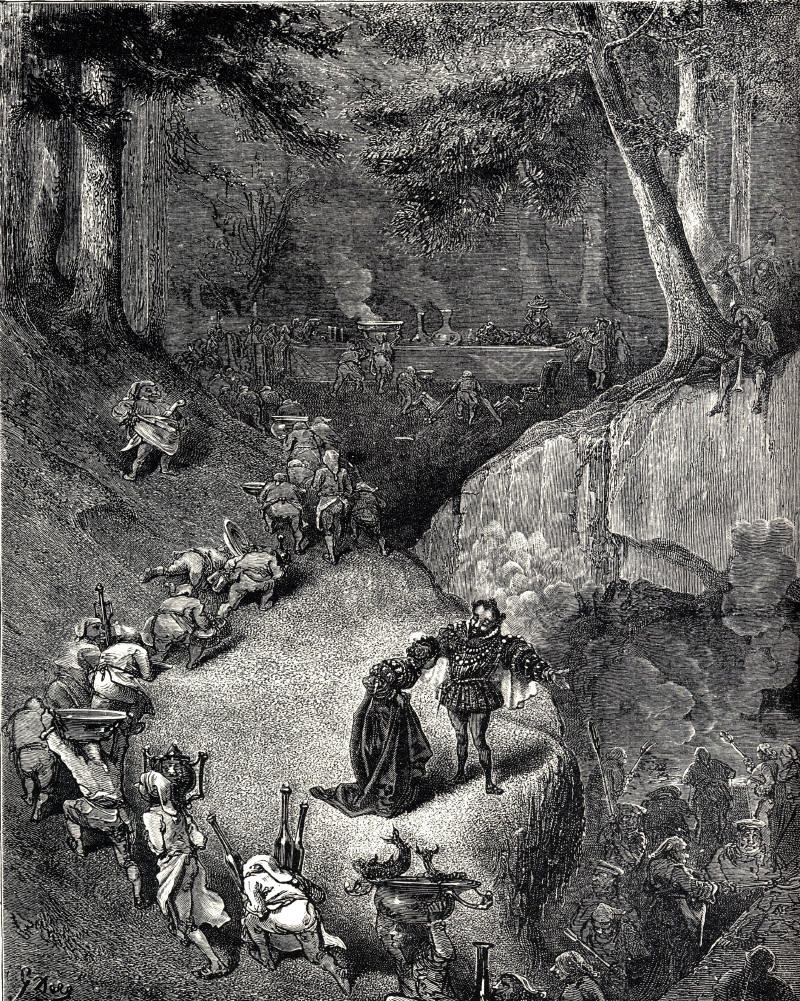
Illustration von Gustave Doré, 1867

Riquet mit dem Schopf (französischer Originaltitel: Riquet à la houppe) ist ein Märchen von Charles Perrault. Es erschien ab 1697 in der Sammlung Contes de ma Mère l’Oye.

## Inhalt
Eine Fee verleiht dem hässlichen Riquet mit dem Schopf großen Geist, der auch auf den übergeht, den er einmal liebt. Die ältere Königstochter des Nachbarreiches ist dumm, aber schön, was die Fee ebenfalls auf den ausdehnt, der ihr gefalle. Doch verliert sie ihren Rang bei Hofe bald an die hässliche, aber geistvolle Zwillingsschwester. Auf einem traurigen Waldspaziergang trifft sie Riquet mit dem Schopf, der sie schon von Bildern kennt und ihr ein Jahr Zeit gibt, ihn zu heiraten. Sie verspricht es und führt gleich eine geistvolle Unterhaltung mit ihm. Bei Hofe staunen alle über sie, die sich bald vor Freiern kaum entscheiden kann. Als sie so wieder im Wald spazieren geht, sieht sie unterm Waldboden Köche die Hochzeit Riquets mit dem Schopf vorbereiten, denn morgen ist das Jahr um. Als er ihr entgegengeht, will sie sich erst gewandt herausreden, doch er überzeugt sie: Er wird dadurch auch schön. Der Erzähler lässt offen, ob es wirklich der Zauber der Fee oder die Liebe war, und schließt mit der Moral: Liebe macht schön und geistvoll, und wiegt schwerer als natürliche Schönheit.

## Erläuterungen
Perrault übernahm das Märchen aus Catherine Bernards Roman Inès de Cordue (1696), mag aber auch Anregung bei Straparola und Basile gefunden haben. Doris Distelmaier-Haas stellt fest, er löse sich hier am stärksten vom belehrenden Erzählton, bringe längere Dialoge und vermittle höfische Ideale seiner Zeit. Das stereotype Lob von Geist und Liebe wirkt wie eine Satire bürgerlicher Werte. Zum Hässlichen mit leichtfertigem Heiratsversprechen der Prinzessin vgl. bei Straparola König Schwein, in Grimms Märchen KHM 1 Der Froschkönig oder der eiserne Heinrich, KHM 108 Hans mein Igel.

## Fernsehen
- Sagenhaft – Märchen aus aller Welt (Originaltitel: Classic Tales), englisch-australische Fernsehserie für Kinder, 2008–2009, Folge: Riquet mit dem Schopf (deutsche Erstausstrahlung 2012).

## Hörspiel
- 1984: Riquet und Mirabelle – Regie: Karin Lorenz (Kinderhörspiel – Litera)